# TOCA Race Driver 2
TOCA Race Driver 2 est un jeu vidéo de course sorti en 2004 sur PC, Xbox, PlayStation 2.